# Ted Turner
Robert Edward Turner III, meglio conosciuto come Ted Turner (Cincinnati, 19 novembre 1938), è un imprenditore, produttore televisivo, dirigente sportivo, filantropo e attore statunitense.

## Biografia
È noto per essere stato il fondatore della CNN, il primo canale all news della storia e per essere stato il presidente della Turner Broadcasting System, inc. e in seguito alla fusione con la Time Warner, vicepresidente della nuova società. In seguito, divenne vicepresidente anche della AOL Time Warner, nata dalla fusione tra Time Warner ed America On Line.
Possiede 8.000 km² di terreni negli Stati Uniti (pari ad una superficie maggiore a quelle combinate di Rhode Island e Delaware) e una popolazione di circa 40.000 esemplari di bisonte. A detta di Michael Moore, i territori in possesso di Ted Turner producono un Prodotto Interno Lordo maggiore di quello dello Stato del Belize.
Nel 1991 acquistò la World Championship Wrestling e la trasformò nell'unica realtà nella storia del wrestling capace di superare in ascolti ed incassi la World Wrestling Federation. L'esperienza della WCW di Turner terminò nel 1996, quando la Time Warner acquistò la maggioranza del network TBS.
Dal 1976 è proprietario della squadra di baseball degli Atlanta Braves che giocano nella National League, una delle due leghe di Major League Baseball (MLB), mentre dal 1977 al 2004 è stato proprietario della squadra NBA degli Atlanta Hawks. Ha donato un miliardo di dollari alle Nazioni Unite, per finanziare programmi a favore della salute infantile, dei diritti delle donne e dello sviluppo sostenibile in termini di protezione ambientale.
Da sempre è impegnato nella diffusione dei valori sportivi indipendenti dalla politica, a questo scopo ha fondato nel 1986 i Goodwill Games, una manifestazione sportiva che si è tenuta per cinque edizioni fino al 2001.

## Vita privata

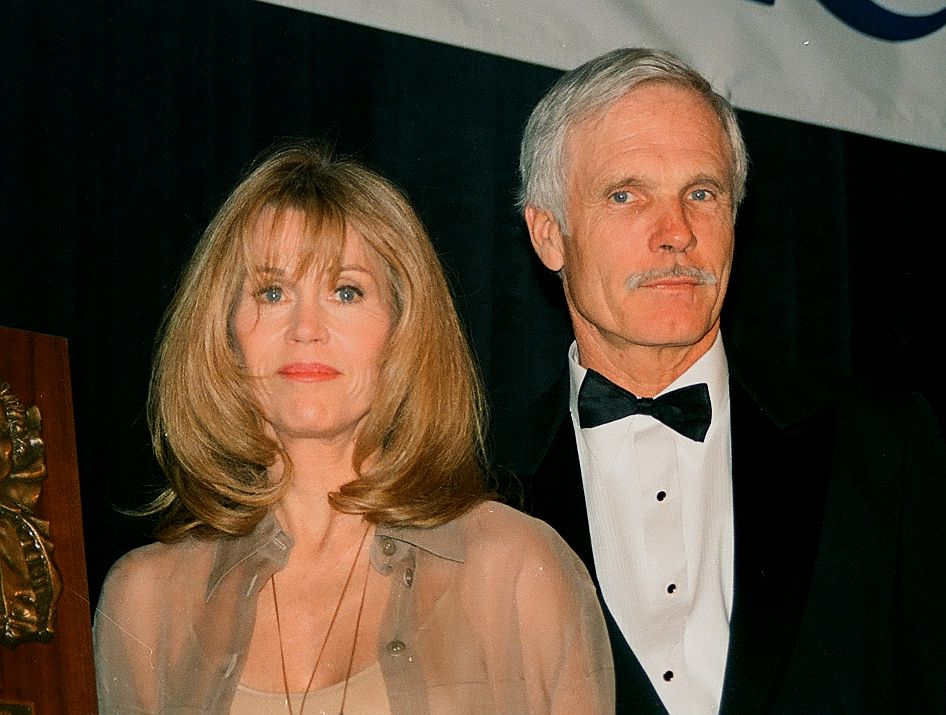
Ted Turner con Jane Fonda a Washington D.C., nel 2002

Turner si è sposato tre volte; tutti i matrimoni si sono conclusi con un divorzio. Le sue mogli sono state Judy Nye (1960-1964), Jane Shirley Smith (1965-1988) e l'attrice Jane Fonda (1991-2001). Ha cinque figli.

## Opere
- Ted Turner, Bill Burke, Etas, 2009, Chiamami Ted, ISBN ISBN 9788845315381 http://www.macrolibrarsi.it/libri/__chiamami-ted.php